# Chó Vịnh Chesapeake
Chó săn vùng vịnh Chesapeake (Chesapeake Bay Retriever) là một giống chó săn có nguồn gốc từ nước Anh và thuộc nhóm chó tha mồi (gundog). Giống chó này thông dụng tại Mỹ.

## Tổng quan
Vào năm 1807, có sự kiện diễn ra về một con tàu Anh Quốc với hai con chó nòi chó Newfoundland trên tàu bị hỏng và dạt vào bờ biển Maryland. Tất cả mọi người được cứu thoát, hai con chó được gửi vào một gia đình địa phương. Chúng sau đó phối giống với những con Retriver địa phương. Loài chó mới, lần đầu tiên được sử dụng để săn thú trong vịnh Chesapeake, đã chứng tỏ được ưu điểm của chúng. Việc nhân giống cẩn thận qua nhiều năm đã tạo ra một giống chó Retriever nổi bật với sự tận tụy và sức chịu đựng dẻo dai.
Chesapeake Bay Retriever đã nổi tiếng khi tha về 200 con vịt trong một ngày ở vùng nước băng giá. Loài chó săn sống động, năng nổ này sẽ ra khỏi vùng nước ở sông hoặc đầm lầy mà chỉ có một vài giọt nước tên bộ lông, và nhanh chóng rũ sạch nước trên lông. Loài chó này tốt trong việc huấn luyện tuân thủ mệnh lệnh, đánh hơi cũng như tha mồi, những bài kiểm tra kỹ năng săn bắt và thử thách trên thảo nguyên. Chúng cũng là một bạn đồng hành tuyệt vời. Ưu điểm của chó săn vịnh Chesapeake bao gồm khả năng đánh hơi, săn mồi, tha mồi, canh gác, bảo vệ, thi thể thao, thi vâng lời.

## Đặc điểm

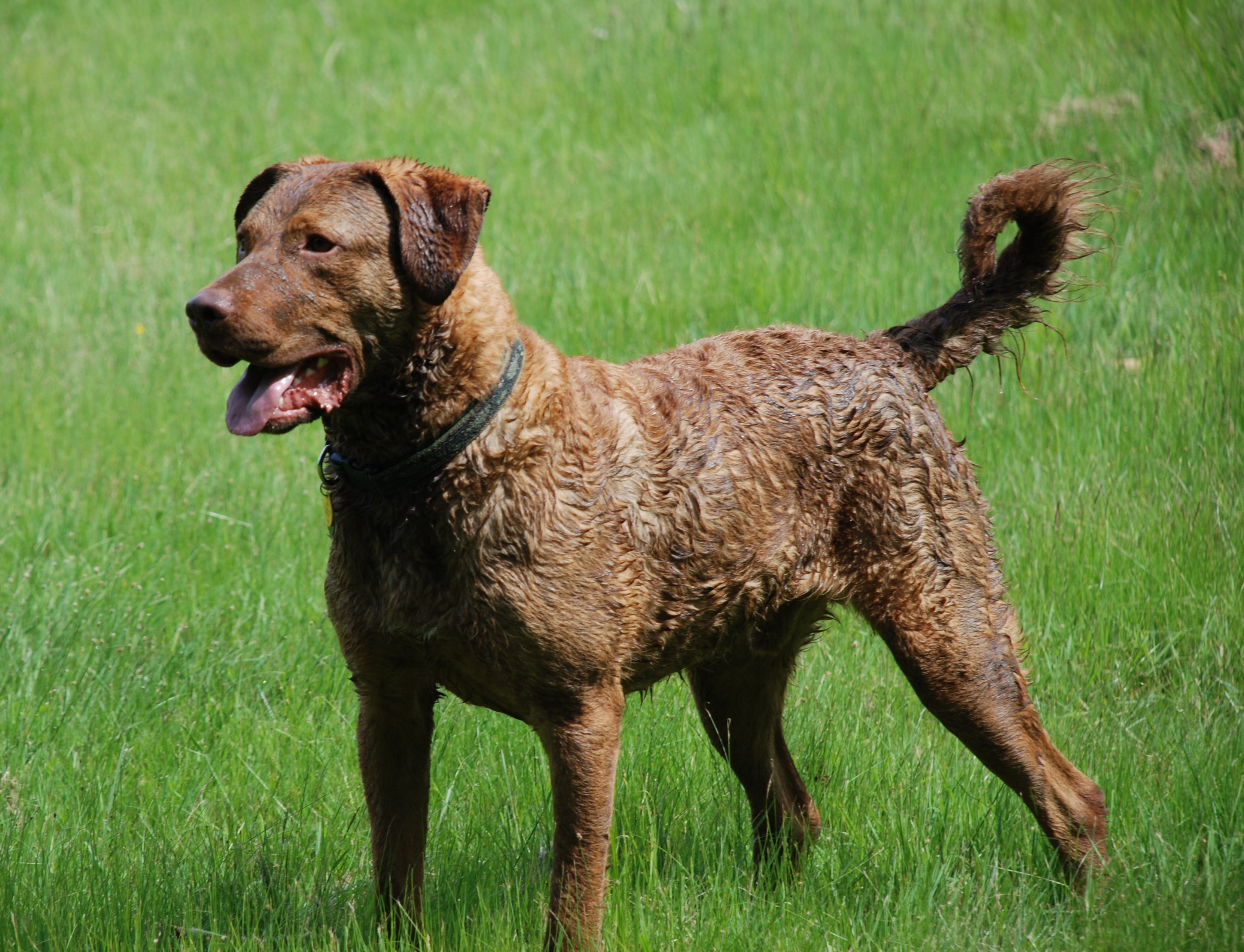
Một con chó tiêu chuẩn

Chó săn vùng vịnh Chesapeake là một giống chó săn chắc, khỏe mạnh với bộ lông khá ngắn, hơi lượn sóng màu nâu, đỏ hoặc nâu đỏ từ màu cỏ úa cho tới màu nâu tối sẫm kèm thêm màu đỏ. Những màu sắc thuần nhất thường được ưa thích, nhưng những mảng trắng cũng được chấp nhận ở trên ngực và bàn chân. Cả bộ lông thô bên ngoài và lớp lông tơ len rậm bên trong đều có dầu chống thấm nước. Bộ lông rậm, thô, ngắn dễ chăm sóc. Chải với một chiếc bàn chải xoắn chắc để lấy đi những sợi lông chết. Trong khi Chesapeake cần thỉnh thoảng tắm để ngăn ngừa bất cứ những con bọ chét nào, chúng không nên tắm nhiều để tránh mất đi lớp dầu trên lông. Bộ lông có dầu giúp bảo vệ nó khỏi nước lạnh. Loài này rụng lông vừa phải.
Đầu thủ tròn và rộng hơi gãy và mõm to vừa phải. Đôi môi mỏng. Đôi tai cụp và cặp mắt màu vàng. Đuôi dài khoảng từ 30 – 37 cm. Chân trước thẳng và cứng. Phần thân sau đặc biệt khỏe và giữa những ngón chân có mảng bởi vì khả năng bơi lội tài tình là quan trọng đối với Chesapeake Bay Retriever. Móng đeo ở chân sau nên được dỡ bỏ. Móng đeo chân trước có thể gỡ bỏ hoặc không, nhưng nên gỡ bỏ bởi nếu con vật được sử dụng để làm việc trên thảo nguyên. Con đực cao từ 58–66 cm, nặng 29–36 kg. Con cái cao 53–61 cm, nặng 25–32 kg, chúng dễ mắc các bệnh về mắt và chứng loạn sản xương hông. 

## Tập tính
Những con chó này thân thiện, thông minh, và vâng lời chúng cũng dũng cảm, kiên trì, đáng yêu và có khả năng huấn luyện mặc dù chúng có thể hơi chậm tiếp thu. Chesapeake Bay Retriever tình cảm và tốt với trẻ nhỏ. Chúng yêu thích bơi lội và tha đồ. Loài chó này sẽ hòa thuận với những con mèo mà đang sống trong nhà, nhưng có thể rượt đuổi những con mèo khác. Chesapeake Bay Retriever không phù hợp với những người chủ mới nuôi, chưa có kinh nghiệm. Chủ nhân cần tự tin, chắc chắn thể hiện khả năng tự nhiên khi dẫn dắt con vật. Một phương pháp tiếp xúc vững vàng chắc chắn nhưng nhân từ sẽ là cách thành công để quản lý chúng. Cho chúng tham gia những lớp học tuân thủ mệnh lệnh.
Phương thức giao tiếp phù hợp giữa chó và chủ là cần thiết. Chesapeake Bay Retriever có thể khá bướng bỉnh và sẽ trở nên khó bảo và có thể phát triển những vấn đề cá tính nếu nó nhận thấy chủ nhân thụ động, mềm yếu hoặc nhu nhược. Chắc chắn rằng phương pháp huấn luyện và cho chúng hòa nhập xã hội đúng cách. Đưa những con cún ra ngoài càng nhiều càng tốt và cho nó tiếp xúc với những con chó khác để nó có cơ hội cảm thấy thoải mái với chúng. Chesapeake khác so với những loài Retriver khác là chúng cần một người chủ mạnh mẽ hơn chúng. Nếu không có phương pháp dạy dỗ đúng cách chúng có thể trở nên hung dữ, bảo vệ lãnh thổ, cứng đầu, dè chừng người lạ và có thể đánh nhau với những con chó khác.
Đây là những con chó mạnh mẽ mà cần phải có sự dạy dỗ chu đáo và quản lý tốt. Chesapeake thường chậm trưởng thành. Với một người chủ đích thực chúng là một kẻ trung thành tận tâm. Chesapeake không phù hợp với cuộc sống căn hộ. Chúng tương đối thụ động trong nhà và sẽ tốt nhất nếu có một mảnh sân vừa phải. Chesapeake thích ngủ ngoài trời. Chúng thích khí hậu mát mẻ hơn là nóng. Chúng cũng thích bơi lội. Chesapeake cần vận động nhiều, bao gồm bơi nếu có thể. Nếu chúng không vận động đủ chúng có thể trở nên buồn bã. Chúng cần được đi dạo hàng ngày hoặc chạy theo xe đạp chủ nhân. Chúng không bao giờ được chạy trước chủ nhân.